# Biotopia
Biotopia war ein Projekt, mit dem das seit 1990 in München bestehende Museum Mensch und Natur umgewidmet und ersetzt werden hätte sollen. Der hierfür geplante Neubau war auf 200 Millionen Euro veranschlagt (Stand Juni 2021) und sollte 2028 fertig gestellt sein. Für die Errichtung des geplanten futuristischen Neubaus war der Abriss eines Teils des bestehenden Nordtrakts von Schloss Nymphenburg vorgesehen, wogegen sich der von engagierten Bürgern, Denkmalschutzexperten und diversen Vereinen im April 2021 gegründete „Aktionskreis für Schloss Nymphenburg“ wehrte. Das Projekt Biotopia wurde Ende 2023 abgesagt, stattdessen beschloss die Bayerische Staatsregierung ein „Naturkundemuseum Bayern“, dessen Fertigstellung für 2031 avisiert ist und in die Naturwissenschaftlichen Sammlungen Bayerns integriert werden soll. Das zwischenzeitlich von Schließung bedrohte Museum Mensch und Natur bleibt bis zur Eröffnung des neuen Naturkundemuseums voll in Betrieb.

## Geschichte

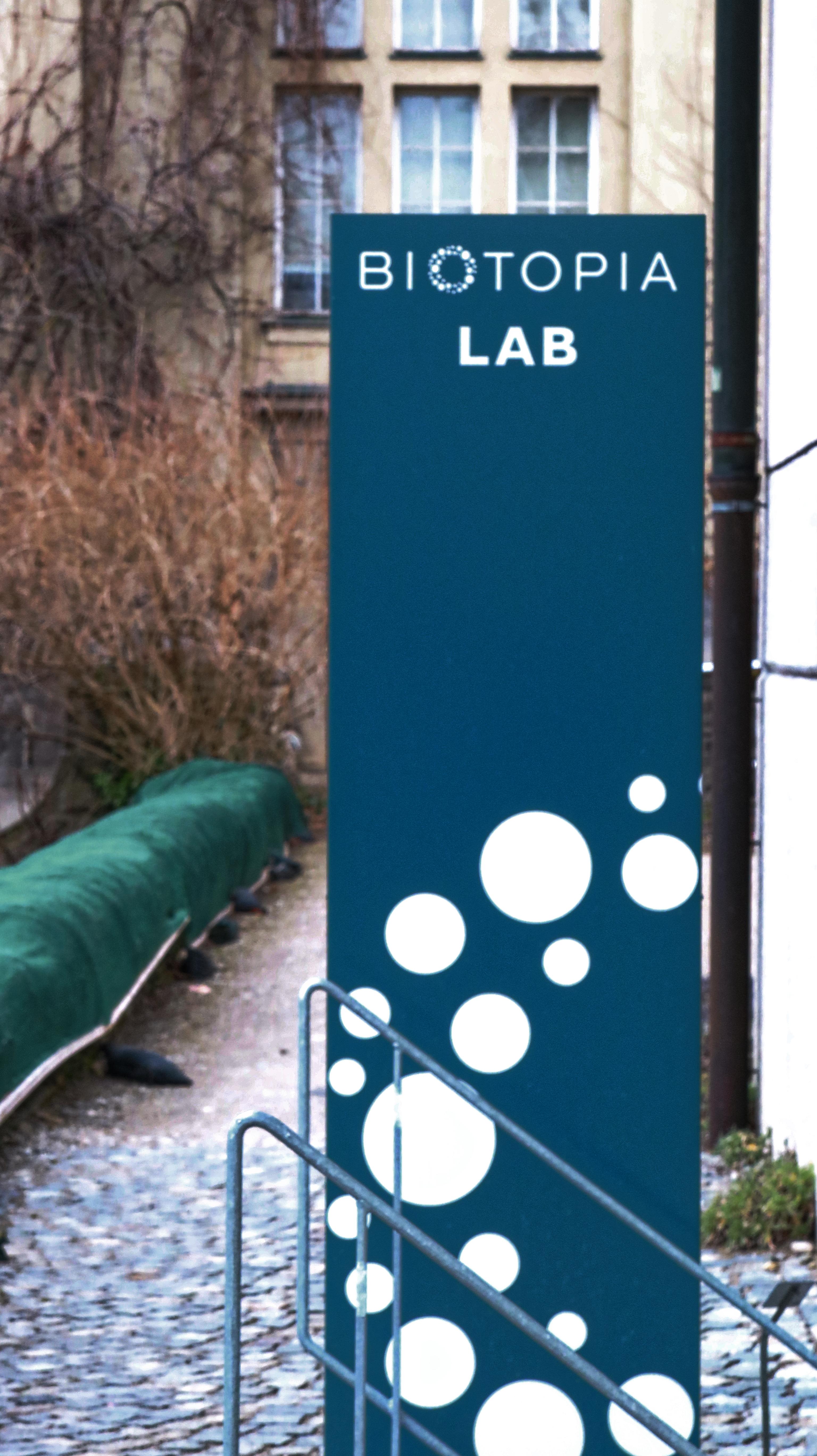
Provisorium Biotopia LAB 2022

2012 gründete sich ein Förderkreis „Biotopia – Naturkundemuseum Bayern e.V.“ unter dem Vorsitz von Auguste von Bayern. Mitglieder und Hauptgeldgeber des Vereins und des von ihm getragenen Projekts sind Unternehmen aus der Chemie-, Pharma- und Nahrungsmittelindustrie wie Merck, BayWa, Hipp und Schoeller. Grundlage des Projekts Biotopia ist die 2014 vom Freistaat Bayern beschlossene Erweiterung des „Museums Mensch und Natur“ in einem neu zu erstellenden Gebäude, das auf dem Gelände des ehemaligen Fakultätsgebäudes entstehen soll. Als Gründungsdirektor für Biotopia fungiert Michael John Gorman. 2021 wurde als Interimsausstellungsforum während der Planungsphase das „Biotopia Lab“ im Botanischen Garten München-Nymphenburg eingerichtet, als „Experimentier- und Ausstellungsraum an der Schnittstelle von Wissenschaft, Kunst, Design und der breiten Öffentlichkeit“.

## Inhaltliche Ausrichtung
Die Initiatoren von Biotopia sehen ursprünglich ihre Hauptaufgabe darin, das bestehende „Museum Mensch und Natur“ im Nymphenburger Schloss inhaltlich zu erweitern und hierfür anstelle der abzureißenden Nordflanke des Nymphenburger Schlosses ein neues Gebäude zu errichten; ihr selbst gestecktes Ziel:

„Es soll ein weltweit führendes Museum für das Verständnis und die Wertschätzung der Natur, die Wissenschaftskommunikation sowie den Dialog zwischen Wissenschaft und Kunst entstehen, welches das klassische Naturkundemuseum in die Zukunft führt. Begleitend unterstützt und koordiniert das Naturkundemuseum Bayern ein neues bayerisches Naturkundenetzwerk, insbesondere auf dem Gebiet der Bio- und Geowissenschaften“

In einer Dauerausstellung sollen Verhaltensweisen und Prozesse aufgezeigt werden, in welchen Mensch, Tier, Pflanzen und Mikroorganismen miteinander verbunden sind. Damit möchte Biotopia ökologisches und systemisches Denken und Bewusstsein fördern. Ein zweiter Ausstellungsbereich befasst sich mit Klimawandel, Ressourcenmangel und Artensterben. Die Besucher sollen des Weiteren die Gelegenheit bekommen, in vier Laboren an Experimenten mitzuwirken. Daneben bieten Observatorien Einblicke in verschiedene Ökosysteme. Eine Abteilung für Kinder bis zu sechs Jahren hat als Thema die Lebensräume für Tiere. Geplant war zudem ein Ausstellungsbereich zum Thema „Fortbewegen“, in dem es um Fliegen, Schwimmen, Laufen, aber auch um Migration gehen soll und die physiologischen und anatomischen Vorgänge der Fortbewegung dokumentiert werden sollen.

## Standort und Gebäude
2008 gab es zunächst die Überlegung, im äußeren Nordflügel von Schloss Nymphenburg, wo sich zuvor das Institut für Genetik und Mikrobiologie der LMU befand, das angrenzende Museum Mensch und Natur zu erweitern, es mit den Staatlichen Naturwissenschaftlichen Sammlungen Bayerns zu vernetzen und es anzubinden an den Nymphenburger Schlosspark sowie den benachbarten Botanischen Garten und damit eine Art „Natur-Kultur-Quartier“ zu schaffen.

### Ursprüngliche Situation

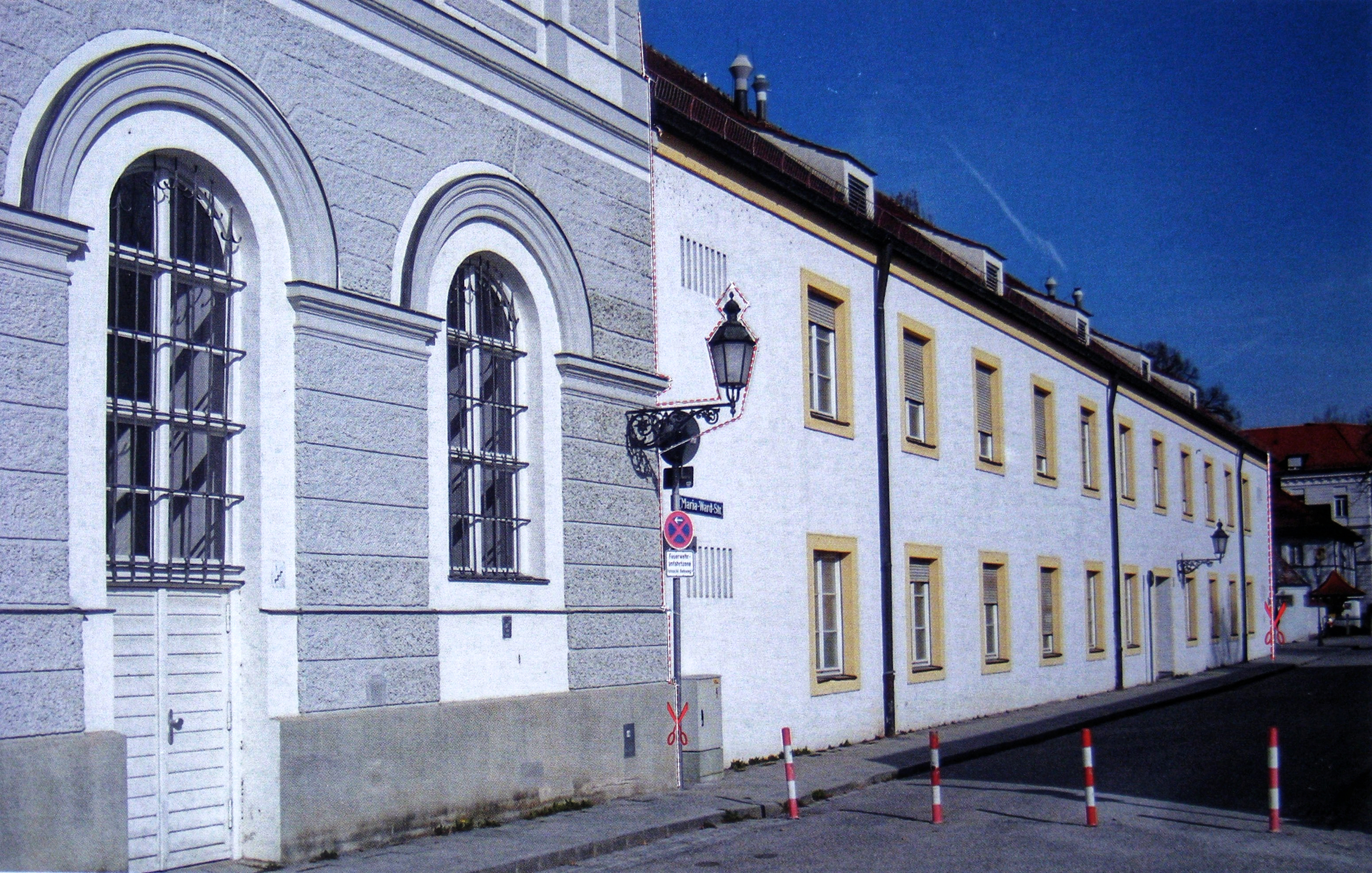
Abrissgefährdeter Nordflügel von Schloss Nymphenburg, 2017

Besagter Nordflügel, der für Biotopia abgerissen werden soll, ist ein Wiederaufbau des Döllgast-Schülers Albin Steininger aus den 1960er-Jahren. Das Institutsgebäude lehnt sich an den 1718 errichteten Vorgängerbau an, in dem ursprünglich Kapuzinermönche als Beichtväter und für den Messdienst untergebracht waren. 1939 ließ der NS-Potentat Christian Weber das historische Gebäude ohne formelle Genehmigung abreißen. An dessen Stelle sollte ein Erweiterungsbau des im Oktober 1938 eröffneten Deutschen Jagdmuseums entstehen, das Weber im Nymphenburger Schlosskomplex mit „Ellbogenfreiheit“ forciert hatte. Kriegs- und nachkriegsbedingt blieb das Areal rund 25 Jahre lang eine Brache.
Im Januar 1967 wurde Steiningers ursprüngliche moderne Planung aus „denkmalpflegerischen Gründen“ verworfen. Für die Planung des Wiederaufbaus als Institut für Genetik herrschte „der Zwang, das Gebäude den denkmalpflegerischen Belangen der Umgebung anzupassen und dabei die Funktion des modernen Instituts dennoch zu wahren.“
Bereits während des NS-Regimes sorgte Hitler-Freund Christian Weber für die Ausklammerung des Nordflügels aus dem Besitz der Bayerischen Schlösserverwaltung, um freie Hand für die innere und äußere Gestaltung des Deutschen Jagdmuseums zu erhalten. Fortan war nicht mehr das übergeordnete bayerische Finanzministerium, sondern das Kultusministerium zuständig. Die Zweiteilung in der Zuständigkeit für die Schlossanlage als Erbe der NS-Zeit blieb bis heute erhalten und stellt gewissermaßen eine wichtige Grundlage zur Realisierung eines Neubaus für Biotopia dar.

### Erweiterung und Neubau
Anfangs ging es darum, im „Museum Mensch und Natur“ die Replik des Skeletts eines großen Dinosauriers unterzubringen. So entstand 2013 die Idee, an Stelle des Instituts für Genetik und Mikrobiologie einen Neubau unter Auslobung eines Realisierungswettbewerbs zu errichten. 2014 gewann die Staab Architekten GmbH von Volker Staab aus Berlin den 1. Preis des Architekturwettbewerbs. Die Jury urteilte kritisch: „Der Bruch mit der bis heute tradierten, homogenen Fassadengestaltung des Schlosses wird bewusst inszeniert.“ Der Siegerentwurf wurde vom 7. bis 16. Mai 2014 zusammen mit allen anderen Wettbewerbsbeiträgen neun Tage lang im „Museum Mensch und Natur“ der Öffentlichkeit präsentiert.

### Kritik an Abriss und Neubau

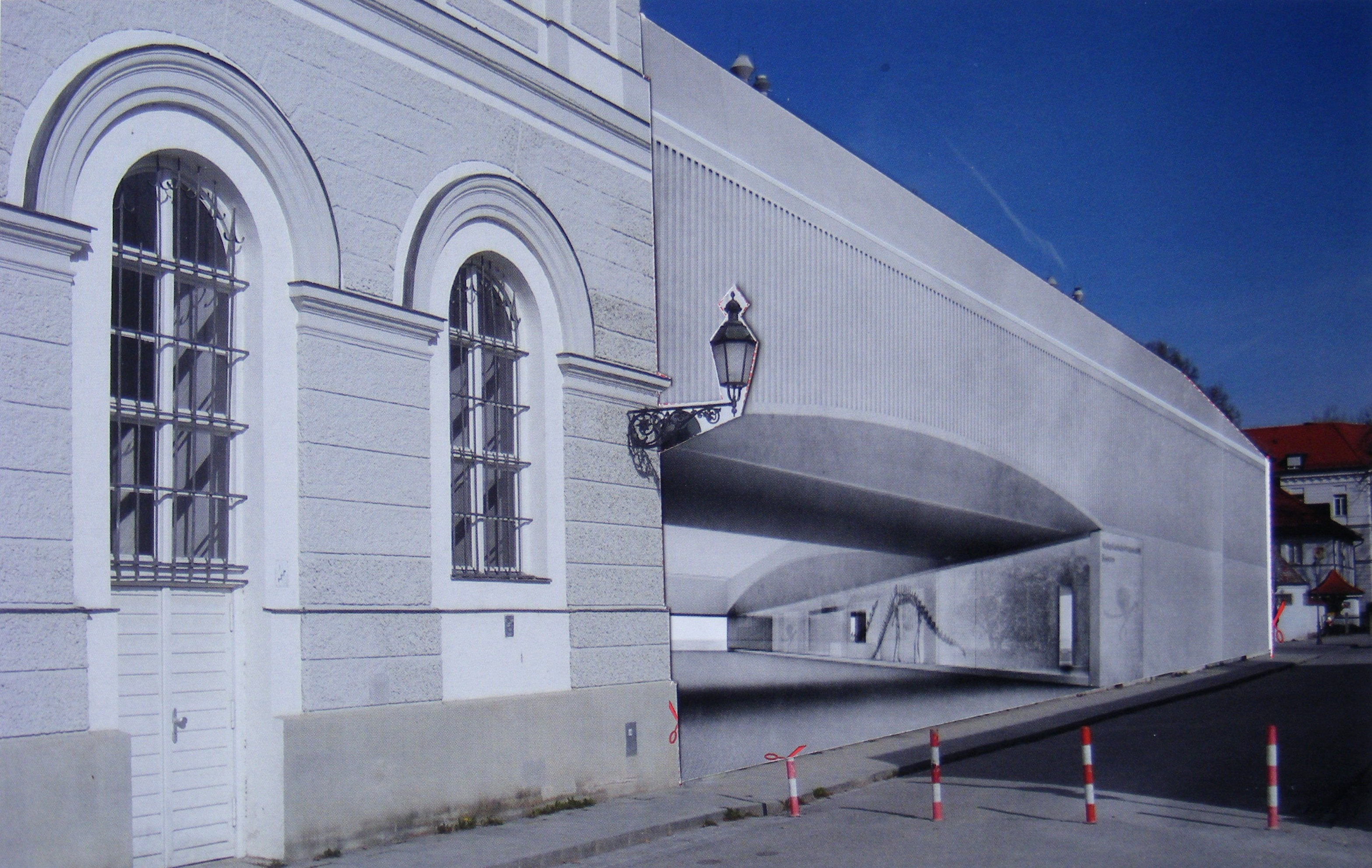
Geplanter futuristischer Neubau

Der geplante Neubau für Biotopia ist umstritten, weil er nach Meinung der Kritiker die Wirkung der einheitlichen Fassadengestaltung in Materialität, Farbigkeit und Gliederung und damit die Symmetrie der Schlossanlage zerstört. Die Kritik basiert unter anderem auf denkmalpflegerischen Aspekten wie dem überdimensioniert großen Zugang. Die Denkmalschutzexpertin Elke Wendrich vom Münchner Forum moniert: „Verharmlosend spricht man von einer Erweiterung oder einem Anbau. Dabei soll die Fläche verdreifacht werden, im Schlossensemble Nymphenburg wird abgerissen und neu gebaut werden.“
Im Sommer 2021 startete eine Online-Petition „Biotopia im Schloss Nymphenburg stoppen“. Rund 1 800 Personen, darunter ranghohe Kunsthistoriker/Historiker, sprachen sich gegen einen Neubau im Schlossensemble aus. Neben dem Verband Deutscher Kunsthistoriker unterstützen u. a. das Münchner Forum, Stadtbild Deutschland, der „Aktionskreis Schloss Nymphenburg ohne BIOTOPIA“ und die „Bürgerinitiative Gemeinsam für Schloss Nymphenburg“ den Erhalt der Schlossanlage Nymphenburg. Auch aus den Reihen der CSU wurde Kritik deutlich, u. a. vom Bundestagsabgeordneten Stephan Pilsinger und dem Landtagsabgeordneten und Vorsitzenden des Wissenschaftsausschusses, Robert Brannekämper. Sie äußerten sich skeptisch zur Dringlichkeit der Umwandlung des „Museums Mensch und Natur“ in ein Biotopia-Museum und insbesondere zum Standort im denkmalgeschützten Schlossensemble. Auf einer öffentlichen Bürgerversammlung erhielten die Initiatoren des Biotopia-Projekts auch Zustimmung für ihr Vorhaben und boten den Kritikern einen konstruktiven Dialog an. Im März 2019 listete der „Arbeitskreis (AK) Kulturbauten“ des Münchner Forums die Sachargumente im Konflikt Schloss Nymphenburg-Biotopia auf und schnitt dabei auch ungelöste Fragen bezüglich der Verkehrssituation, der bautechnischen Probleme und der Finanzierung des Projekts an. Der Leiter des Biotopia-Projekts Michael John Gorman verteidigte das Projekt mit den Worten „Die ganze Welt beneidet uns“.

## Diskussion um das Museumskonzept
Von Anfang an wurde das Projekt Biotopia auch grundsätzlich in Frage gestellt. Zum 30-jährigen Bestehen des „Museums Mensch und Natur“ veröffentlichte dessen Gründungsdirektor Hans-Albert Treff am 28. Juni 2020 einen offenen Brief, in dem er den konzeptionellen Wandel vom Museum zur „Life-Science Gallery“ ansprach. Dabei würden „Schätze aus Geologie, Mineralogie und Paläontologie quasi über Bord geworfen“. Sein Fazit: Eine behutsame Überarbeitung des Museums Mensch und Natur würde einen Bruchteil der Kosten für den Neubau von Biotopia betragen. Die Süddeutsche Zeitung stellte im September 2021 die Frage, ob das Biotopia-Projekt angesichts ausbleibender Finanzierungszusagen für den Neubau scheitert. Ende 2021 fragte Hannes Hintermeier in der FAZ „Bleibt Biotopia eine Utopie?“
Im Zuge einer für Bayern neu definierten Kulturagenda, einem Art „Masterplan für die Kultur“ wies der bayerische Minister für Wissenschaft und Kultur Markus Blume darauf hin, dass das Biotopiakonzept „neu überdacht“ werde.  Während der Neu- bzw. Umbauphase werde das Museum Mensch und Natur nicht geschlossen, es soll bis 2028 geöffnet bleiben, „Ausstellungskonzepte von Biotopia könnte man dabei aufgreifen und weiterentwickeln“ erklärte Blume. Anstatt Biotopia wird das neue Museum in offiziellen Schreiben inzwischen als „Naturkundemuseum Bayern“ bezeichnet. Laut Blume sollen neue Verbindungsachsen zu den bestehenden staatlichen Einrichtungen geschaffen und das neue Projekt in die Naturkundesammlungen Bayerns eingebettet werden.
Im Juni 2023 wurde klar, dass das ursprüngliche Konzept für Biotopia nicht realisiert wird. Zum einen wegen der Explosion der Baukosten, zum anderen habe das Projekt Biotopia nach Ansicht von Wissenschaftsminister Blume „sehr polarisiert“. Konkret führte Blume die Bedenken der Denkmalschützer ins Feld, wonach der geplante Neubau nicht zum Nymphenburger Schlossensemble passe. Fest steht inzwischen, dass die neue Einrichtung nicht Biotopia heißen wird, sondern Naturkundemuseum. Laut Blume soll das neue Museum „ein echtes Highlight mit nationalem und internationalem Anspruch werden, auf Augenhöhe mit dem Deutschen Museum, nur eben im Feld der Lebens- und Umweltwissenschaften“.

### Biotopia ist abgesagt
In der kontroversen Diskussion um das Projekt Biotopia zeichnete sich im Vorfeld der Landtagswahl in Bayern das Ende von Biotopia ab. Stattdessen stellte Bayerns Wissenschaftsminister Markus Blume am 19. September 2023 in der Sitzung des Bayerischen Kabinetts ein neues Konzept für ein künftiges „Naturkundemuseum Bayern“ vor.  Es soll in abgespeckter Form an derselben Stelle im Bereich von Schloss Nymphenburg entstehen, an der das Biotopia geplant war. Ungeklärt ist nach wie vor die Frage, wieweit das ursprünglich denkmalgeschützte Gebäude dem Naturkundemuseum weichen muss, und ob der im Entwurf vorliegende neue Gebäudekomplex das Gesamtensemble von Schloss Nymphenburg negativ tangiert. Der Initiator von Biotopia Michael John Gorman ist nach Aussage Blumes inzwischen dem Generaldirektor der Staatlichen Naturwissenschaftlichen Sammlungen Bayerns/SNSB Joris Peters unterstellt, das „Naturkundemuseum Bayern“, dessen Fertigstellung für 2031 avisiert ist, soll in die Naturwissenschaftlichen Sammlungen integriert werden. Das zwischenzeitlich von Schließung bedrohte Museum Mensch und Natur bleibt bis zur Eröffnung des neuen Naturkundemuseums voll in Betrieb.